# Родина (хижа)
Вижте пояснителната страница за други значения на Родина.
Хижа „Родина“ е почивна станция на Български държавни железници във Витоша, на 1566 m височина. Разположена е на около 4 km от местността Златните мостове. Построена е през 1939 – 1942 година и се откроява сред другите витошки хижи от междувоенния период със своя размер и оригинален стил.
Хижата е проектирана от архитектите Райна Дамянова и Атанас Делибашев като дарение за железничарите. Построена е със средства Софийското железничарско туристическо дружество и организацията на Българските железничари и моряци. Завършена е и осветена в началото на 1942 г. Можела е да приюти до 150 души, електрифицирана и с други нетипични за отдалечените и високоразположени хижи екстри. По-късно сградата е допълнително разширена, като стилът е запазен, но хижата получава характерната мека извивка.
В първоначалния си вид хижата е съставена от два подобни един на друг обема, сключващи се под ъгъл от 90 градуса. Покривите са едноскатни и помещенията на таванския етаж са обърнати към по-благоприятната южна страна. Сградата е триетажна, като всеки етаж е с индивидуално решение – партерът, където са общите помещения, е с по-големи прозорци, а двата горни етажа, на които са разположени стаите, са с по-малки прозорци  с кепенци. Последният етаж е с дървена обшивка и изявени конзоли, поддържа стряхата.
Общата площ на сградата е 690 m2. Разполага с два апартамента и 58 легла в стаи със и без самостоятелен санитарен възел. Към нея има столова, бар и зала за съвещания.
Станцията не функционира, а през 2016 г. е обявена за продан от частен съдия изпълнител.
Хижата е изоставена и се руши.